# Ted de Man
Ted de Man (Den Haag, 13 maart 1993) is een Nederlands voetballer die onder andere bij Fortuna Sittard speelde.

## Carrière
Ted de Man speelde voor verschillende amateurclubs in Den Haag, tot hij in 2015 de overstap maakte naar profclub Fortuna Sittard. Hier speelde hij één wedstrijd in het betaalde voetbal. Dit was op 15 april 2016, in de met 4-1 verloren uitwedstrijd tegen VVV-Venlo. De Man kwam na 81 minuten in het veld voor Dennis Dengering.